# Gentan (Gantiwarno)
Gentan is een bestuurslaag in het regentschap Klaten van de provincie Midden-Java, Indonesië. Gentan telt 1048 inwoners (volkstelling 2010).